# Birgit Meineke
Birgit Meineke (Berlino Est, 4 luglio 1964) è un'ex nuotatrice tedesca orientale.

## Carriera
Specialista dello stile libero, annovera nel proprio palmarès tre medaglie d'oro conquistate ai campionati mondiali e sei medaglie d'oro agli europei.

## Palmarès
- Mondiali

Guayaquil 1982: oro nei 100m stile libero, nella 4x100m stile libero e nella 4x100m misti e argento nei 200m stile libero.
- Europei

Spalato 1981: oro nella 4x100m stile libero e argento nei 100m e 200m stile libero.
Roma 1983: oro nei 100m e 200m stile libero, nella 4x100m stile libero, nella 4x200m stile libero e nella 4x100m misti.